# Райнфельден (Баден)
Райнфельден (нім. Rheinfelden) — місто в Німеччині, знаходиться в землі Баден-Вюртемберг. Підпорядковується адміністративному округу Фрайбург. Входить до складу району Леррах.
Місто розташоване на правому березі Рейну, яким пролягає німецько-швейцарський кордон. З іншого берега річки розташоване однойменне швейцарське місто, на кордоні між ними розташована ГЕС Райнфельден.
Площа — 62,84 км2. Населення становить 32 919 ос. (станом на 31 грудня 2020).

## Галерея

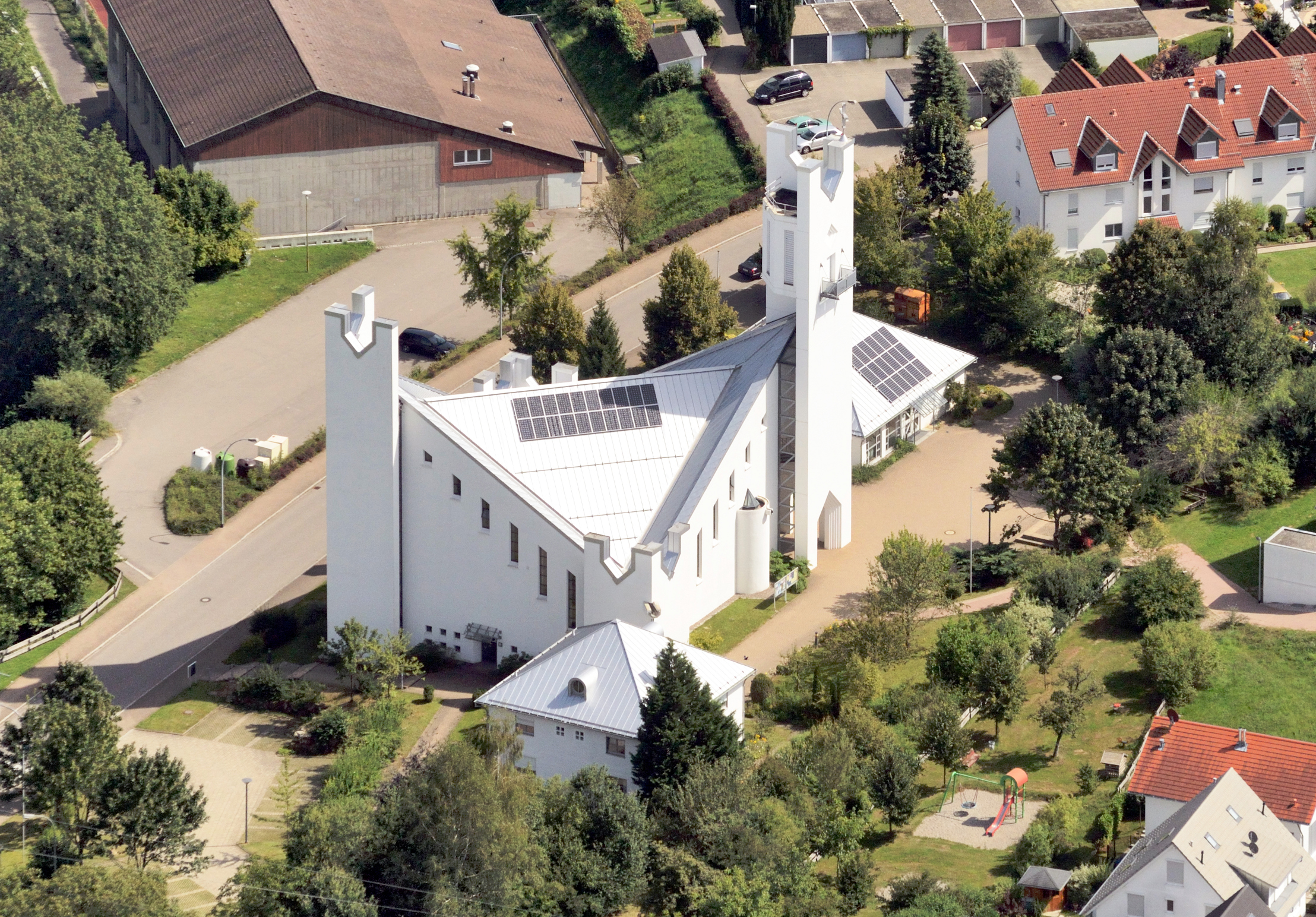
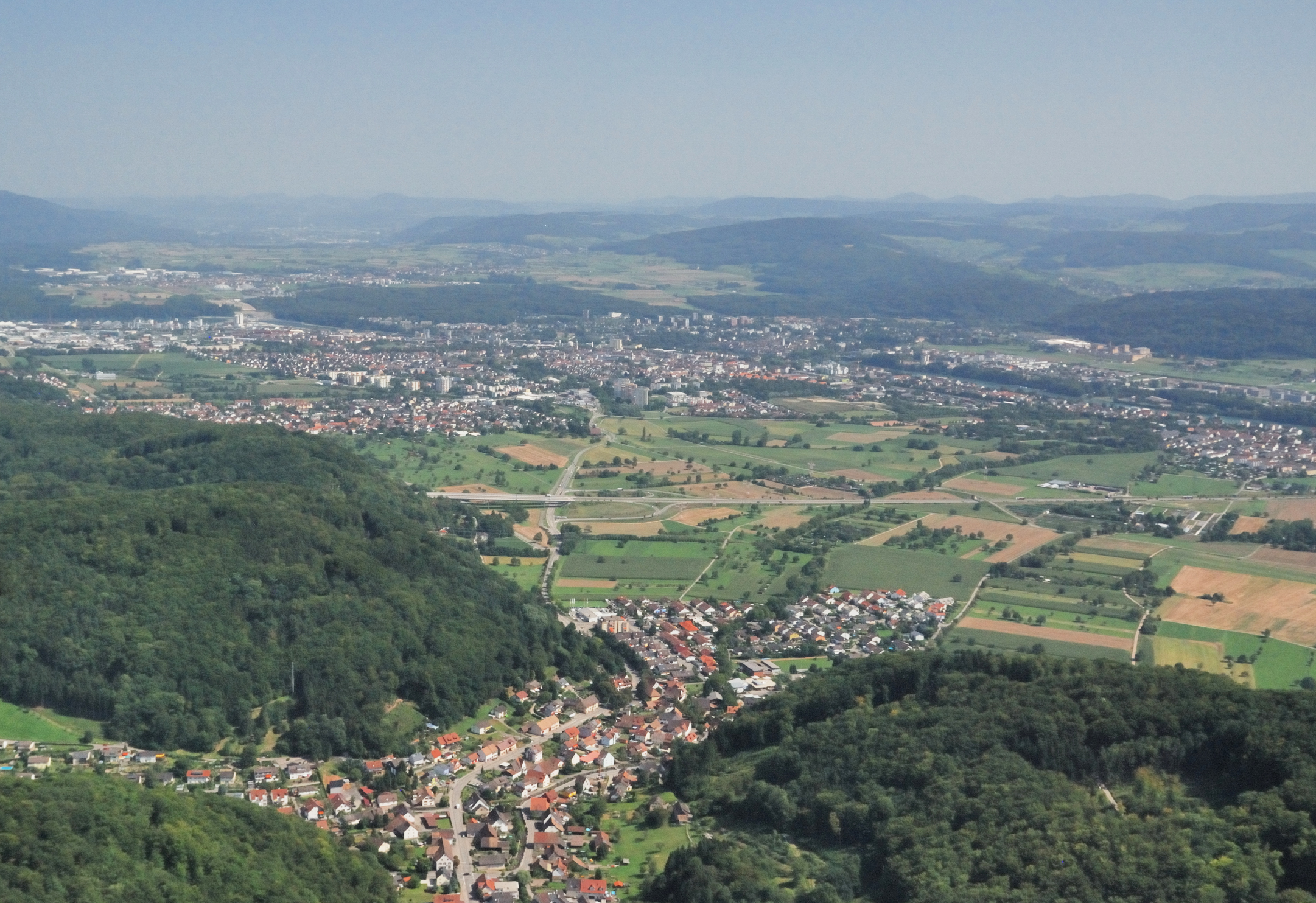
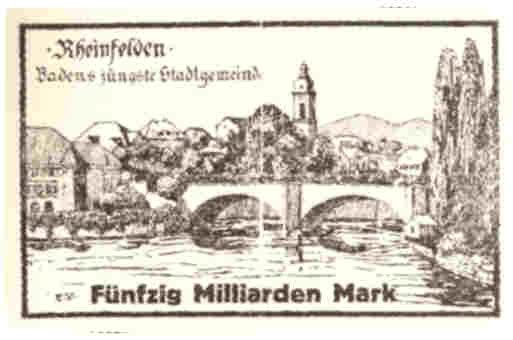
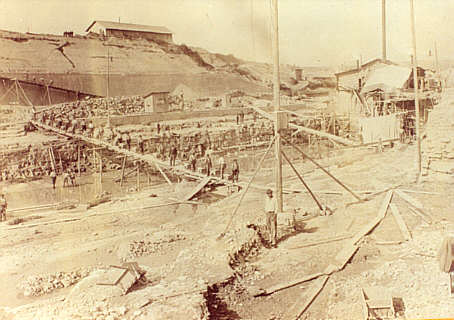
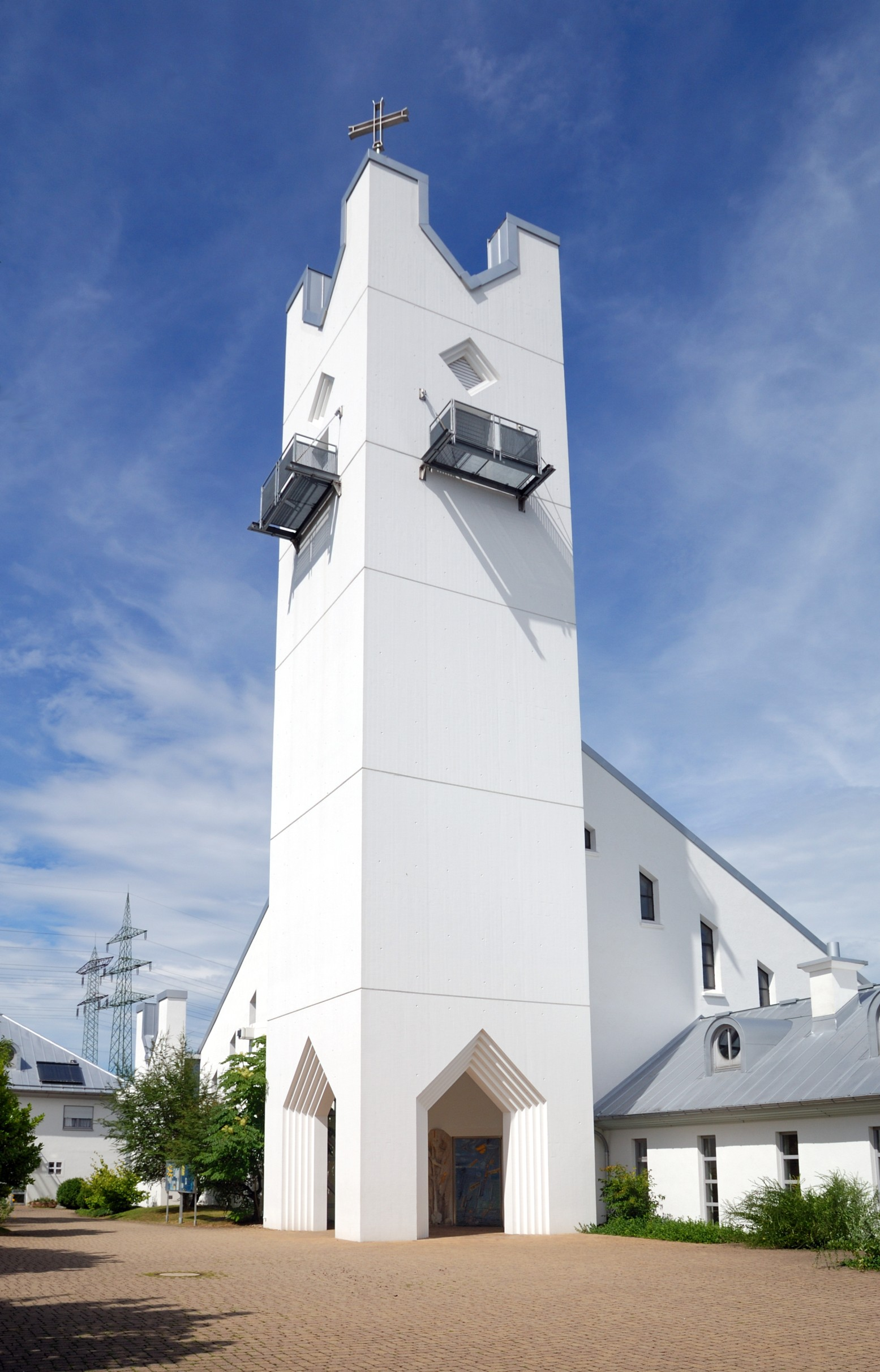
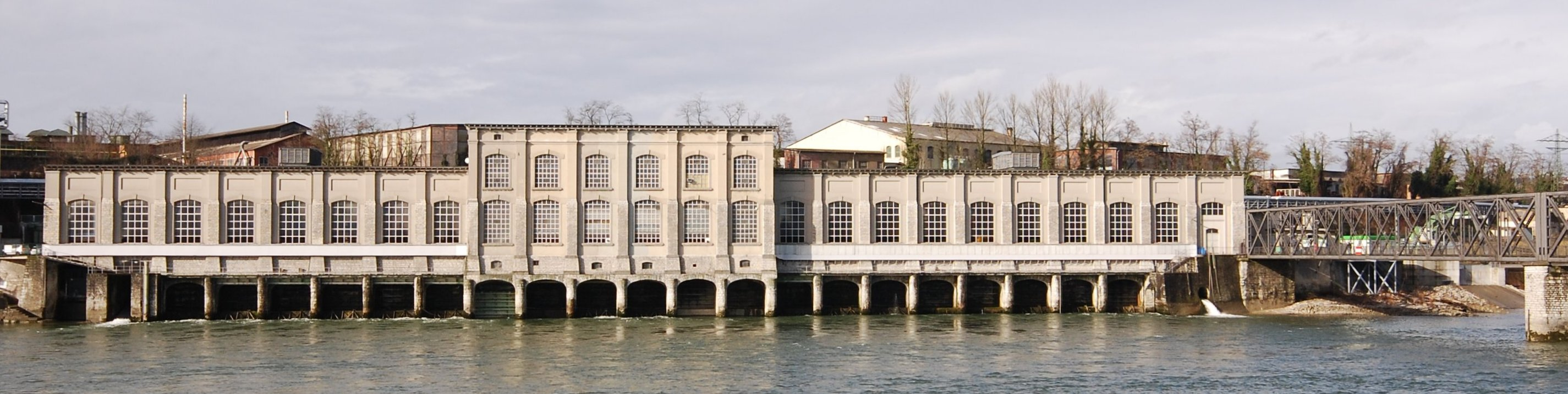